# Consuelo Álvarez Pool
Consuelo Álvarez Pool, coneguda amb el pseudònim de "Violeta" (Barcelona, 24 de juliol de 1867 - Madrid, 19 de gener de 1959), va ser una escriptora, periodista, política, sindicalista, sufragista i feminista espanyola. Va pertànyer a la primera promoció de dones telegrafistas d'Espanya i denuncià, com a periodista, des de les pàgines dels diaris, les expressions de l'assetjament masculí, que considerava la manifestació d'un model cultural caduc.

## Biografia
Va néixer a Barcelona en una família petitburgesa. Els seus avis paterns procedien de la Bañeza (León) i els materns eren anglesos, arribats a Espanya per a l'explotació de la mineria. La seva mare era també anglesa i n'aprengué l'anglès des de ben petita. El seu pare era mestre, director de col·legi i funcionari públic i per això la família es va moure per tot l'estat espanyol; era un gran defensor de la igualtat a l'educació de nenes i nens, i inculcà a la seva filla la importància de l'educació en la formació de les persones lliures.
Va viure la joventut a Astúries, on va començar a publicar el 1902 al diari El progreso de Asturias petites composicions poètiques. Amb 21 anys es va casar amb Bernardo Azcárate a Trubia, Astúries. Va tenir quatre fills, dels quals van viure Laureano (1890) i Esther (1893).
Va compaginar la professió de telegrafista amb la de periodista i va ser molt activa en la vida política, cultural i activista en favor dels drets de la dona. Va ser una reconeguda feminista i anticlerical, que denuncià en escrits, conferències i mítings la nefasta labor de l'Església i del clero en contra de l'emancipació de les dones.

### Telegrafista
Consuelo Álvarez es va formar a l'Escola de Telègrafs, fundada per la Asociación para la Enseñanza de la Mujer, on les alumnes estudiaven durant dos anys, obtenien el títol de telegrafista i posteriorment s'examinaven per a obtenir una feina a Telègrafs. La seva feina consistia a transmetre i rebre missatges en morse a les oficines telegràfiques. Quan tenia 17 anys va morir el seu pare i l'economia familiar entrà en dificultats. Pensant en l'emancipació econòmica es presentà i aprovà l'examen d'ingrés per a auxiliar a Telègrafs; era la primera vegada que es convocava un examen al qual podien accedir les dones solteres més grans de 16 anys, però no seria fins al 1909 que el seu contracte es faria definitiu. Va ingressar en el Negociat Internacional, perquè dominava diversos idiomes.
L'octubre de 1906 va donar cobertura periodística per al seu periòdic, El País, al Congrés Internacional de Telegrafia sense fils, un tema tècnic i de la seva professió. Va pertànyer al Cos de Telègrafs fins a la seva jubilació, amb 65 anys, va ser cap de premsa del primer gabinet de premsa de Telègrafs creat el 1915, representant sindical en el Sindicat de Telègrafs i impulsora de la creació de l'Escola Tècnica Superior d'Enginyers de Telecomunicació.

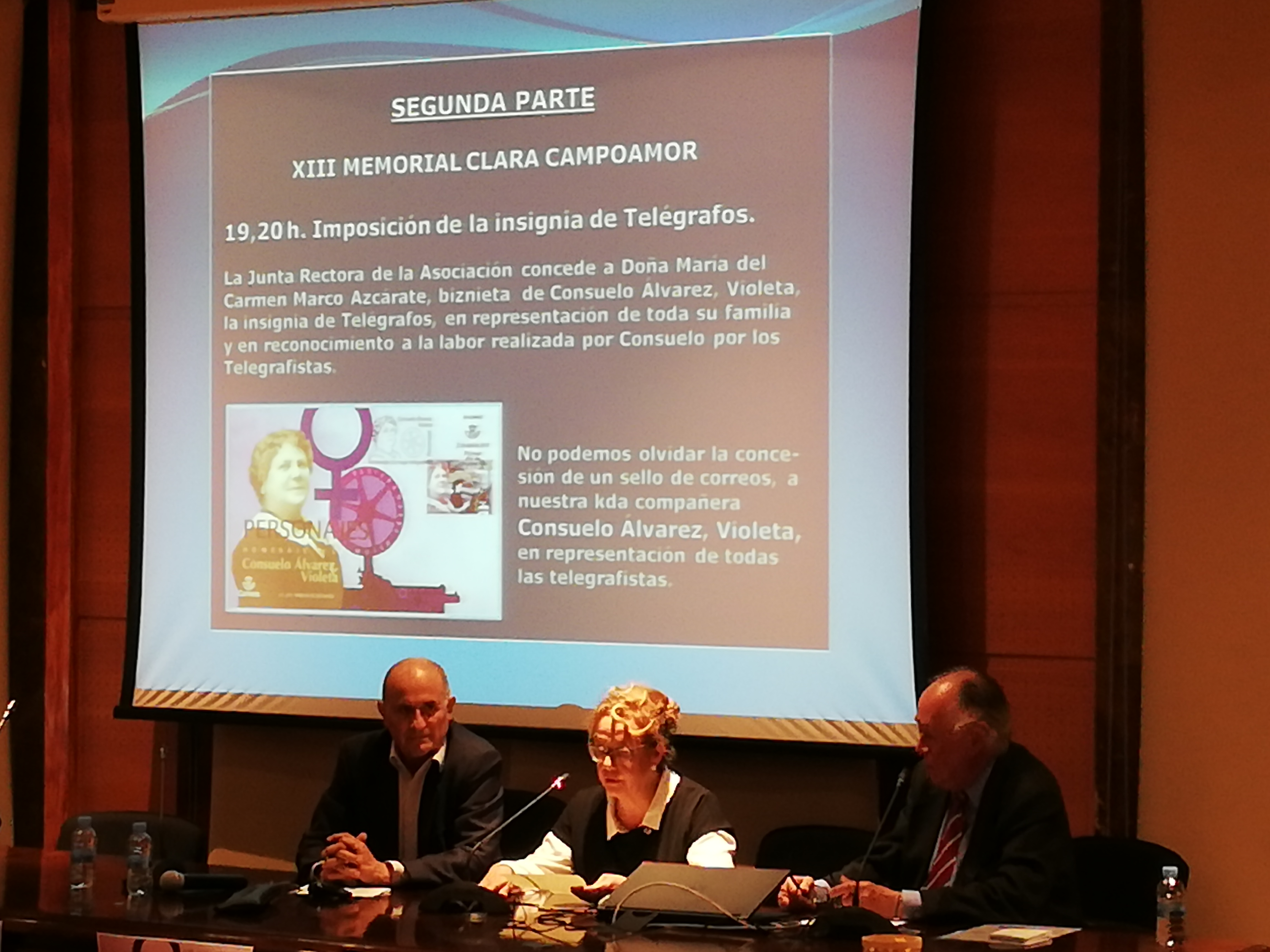
L'Associació d'Amics del Telègraf concedeix la insígnia de Telègrafs a la família de Consuelo Álvarez, Violeta

### Periodista
S'inicià en el periodisme a Oviedo, on s'havia traslladat en separar-se del seu marit. Posteriorment s'instal·là a Madrid i el 1904 començà a treballar amb una col·laboració fixa al diari El País, diario republicano progressista. Havia d'escriure-hi sobre «coses de dones» –moda, cuina, llar– i és llavors que va adoptar el pseudònim de Violeta, amb el qual signaria articles sobre el divorci, els drets de les dones a l'educació i a unes condicions laborals justes, la reforma de les presons, la defensa de la classe obrera o la violència masclista, entre d'altres temes.
Consuelo Álvarez, Violeta, considerava necessari escriure per explicar les misèries que veia al seu voltant. També creia en el periodisme com a eina de regeneració social i així ho reivindicava: "La missió de la premsa no és només donar a conèixer els successos destacats, també té una finalitat instructiva, moralitzadora i revolucionària¨.
Més enllà d'un discurs teòric o abstracte sobre l'emancipació de la dona, va fer servir un llenguatge directe i denuncià la pobresa cultural de l'hegemonia masculina i la barbàrie de la violència de gènereː Creieu que aquests homes que apunyalen són moguts en les seves fúries per impuls de l'amor?[…] No us ho cregueu. És l'amor, sí, però l'amor propi, aquesta supèrbia envejosa de l'home que es veu desairat, postergat en el favor d'una dona de qui es creia amo i senyor...
Va ser una de les primeres periodistes contractades en la plantilla d'un periòdic i per això va poder ingressar el 1907 en l'Associació de la Premsa de Madrid al costat de Carmen de Burgos, Colombine. El carnet de premsa els aportava un reconeixement de professionalitat, i totes dues eren les primeres dones periodistes a integrar-se en una redacció de premsa, Carmen de Burgos en la de l'Heraldo de Madrid i Consuelo Álvarez, Violeta, en la d'El País. També va escriure a La Conciencia Libre, Librepensadora, La Vida Socialista, El Telegrafista Español i Pensamiento Femenino. Estudis actuals sobre les dones en el periodisme reconeixen Consuelo Álvarez, Violeta. com una de les pioneres.

## Trajectòria
El seu ideari defensa la separació de l'Església i l'Estat, la coeducació entre nens i nenes com a mitjà per aconseguir la igualtat i la defensa dels drets de les dones.
Com diu la seva investigadora i biògrafa Victòria Crespoː Consuelo Álvarez Pool va formar part de la primera generació de dones telegrafistes. Fou una magnífica escriptora, membre de la generació femenina del 98, periodista, defensora dels drets de la dona i assídua participant en conferències i tertúlies de la secció de Literatura del Ateneo de Madrid. Va tenir una gran preocupació, durant tota la vida, pels temes socials, com ha quedat reflectit en els seus escrits.
Dins de la seva àmplia activitat social, fundà o contribuí a crear diferents associacions:
- Va fundar l'Associació les Dames Rojas de Madrid el 1909 per a la defensa de les dones, des d'on es reivindicava la millora del treball femení, el dret al vot i el dret al divorci.[16]
- Amb 67 anys, va ingressar en l'Associació de Dones contra la Guerra i el Feixisme; al juliol de 1934 va participar en el Primer Congrés Nacional de l'Associació de Dones contra la Guerra i el Feixisme, on es va acordar l'assistència de delegades al Congrés Mundial de París, els dies 4, 5 i 6 d'agost, amb motiu de l'aniversari de la Gran Guerra.[17] Consuelo Álvarez hi va assistir com a delegada. El 1937, Violeta també va participar en la Segona Conferència Nacional de Dones contra la Guerra i el Feixisme celebrada a València.[1]
- En l'associació El Fomento de las Artes, va obtenir per concurs la càtedra de Gramàtica Francesa i Espanyola el 1916.
- Lluità per erradicar la prostitució i, així, va pertànyer a la Societat Espanyola de l'Abolicionisme.
- Societat Espanyola de la Higiene.
- Associació Centres de Fills de Madrid, per protegir la infància.
- Associació Espanyola per al Progrés de les Ciències.[18]
- Fundadora de Fraternitat Cívica, Associació per homenatjar els homes il·lustres morts i per embellir el cementiri civil de Madrid. (1916-1932)

Fou feminista i defensora de l'accés de les dones a l'educació, amb la finalitat d'obtenir una formació àmplia, que els permetés aconseguir prou independència econòmica per no haver de considerar el matrimoni com el mitjà indispensable per a la subsistència. També fou defensora del dret al divorci, una actitud recollida en els seus escrits i conferències, i actualment el seu pensament és objecte de recerca i estudi en tesis acadèmiques.
Va participar en la vida cultural de forma activa, va pertànyer al Ateneo de Madrid (1907-1936). Al llarg de la seva vida va mantenir correspondència amb literats i polítics, especialment amb el seu amic Benito Pérez Galdós (en la casa del qual es conserven set cartes), Rafael Salinas, Belén de Sárraga, Rosario de Acuña, Joaquín Costa, Manuel Azaña, Miguel de Unamuno i Santiago Alba entre altres persones.
Va posar de manifest el seu pensament anticlerical en escrits, conferències i mítings, i va ser recollit en la premsa de l'època, com per exemple en la reunió de dones "antivaticanistas" celebrada en el Casino del carrer Esparteros de Madrid, o el míting femení celebrat en el teatre Barbieri de Madrid el 4 de juliol de 1910, o la participació en el cicle de conferències organitzat pel Sindicat d'Empleats de Banca i Borsa de Madrid, a l'octubre de 1931, en el qual la seva dissertació va versar sobre "Relació social entre la religió i el capitalisme".
La seva activitat política va ser intensa, sent candidata per Madrid a les eleccions de 1931 pel Partit Republicà Demòcrata Federal, tot i que no en sortí escollida. Defensava, com la seva companya Clara Campoamor (del Partit Radical), el dret al vot femení.
El 1907 el partit Republicà Democràtic Federal al qual pertanyia Violeta, s'havia compromès amb ella a presentar una proposició de Llei a favor del vot per a les dones, però no va ser fins a 1908 que el diputat Francisco Pi i Arsuaga, cap del Partit Republicà Democràtic Federal, va presentar una esmena davant el Congrés perquè les dones més grans de 25 anys poguessin votar en les eleccions municipals. Encara haurien de passar alguns anys, fins a 1931, ja en la II República, quan es va aprovar el sufragi universal l'1 d'octubre de 1931, les dones van aconseguir el dret al vot i ella va poder veure triomfar a les Corts allò que tant de temps havia defensat.
També va pertànyer a la Maçoneria. Consuelo Álvarez Pool, de nom simbòlic Costa, es va iniciar en la lògia d'Adopció Ibèrica núm. 67 el 1910.
Després de la guerra civil va ser represaliada. El règim franquista li va aplicar la Llei de repressió de la Maçoneria i el Comunisme sent jutjada pel Tribunal Especial per a la Repressió de la Maçoneria i el Comunisme, Sumari 480-44 contra Consuelo Álvarez Pool per delicte de maçoneria i condemnada a 12 anys de presó. Consuelo Álvarez, Violeta, va complir la pena en llibertat provisional a causa de la seva edat, 77 anys, i amb una salut molt deteriorada.

## Mitjans de comunicació
Consuelo Álvarez Pool, Violeta, va desenvolupar una àmplia i intensa labor periodística, tant en premsa escrita com en ràdio. Va pertànyer a l'Associació de la Premsa de Madrid des de 1907 i va ostentar el càrrec de cap de premsa de Telègrafs (1915-1918).

### Premsa
- El Progreso de Asturias (1902-1903)
- La Conciencia Libre. Publicación Librepensadora. (1905-1907)
- El País, diario republicano-progresista (1904-1920)
- La Vida Socialista (1910-1914)
- El Telegrafista Español (1907-1918)
- Pensamiento Femenino
- Radio España
- Unión Radio

## Obres
Formà part de la generació d'escriptores del 98, constituïda, entre d'altres, per Emilia Pardo Bazán, Carmen de Burgos, Colombine, Sofía Casanova, Patrocinio de Biedma, Rosario Acuña, Blanca de los Ríos Lampérez, Carmen Baroja, María de la O Lejárraga, Regina de Lamo o María de Maeztu. Com a escriptora ja va ser reconeguda per l'escriptor i crític literari Rafael Cansinos Assens en la seva obra La nueva literatura, volum II La literatura femenina (1917) i per la professora de la Universitat Autònoma de Madrid Raquel Arias Careaga, en l'article publicat al març de 2019 Poetas españolas en la penumbra.

### Contes
- 1900. La Pasionaria, La medalla de la Virgen, Las Amapolas, El Ramo de Claveles, El Primer Vals y Hojas caídas.
- Cuentos de “El País”. Són 24 contes publicats entre 1904 i 1916, Violeta va escriure sobre els temes que l'amoïnaven: la indefensió de les dones, sobretot de classe social baixa, la prostitució, el maltractament a les dones i nens, l'assetjament laboral, el desnonament, l'antibel·licisme. La majoria dels personatges són dones.
- Contes publicats a la revista La Vida Socialista.

### Obra poètica
La seva poesia es va publicar en els principals diaris on va escriure.
- Dotze poemes a El Progreso de Asturias, entre els anys 1902 i 1903, en general de tema amorós i encara signats com a Consuelo Álvarez.
- Catorze poemes recopilats a El País (1909-1919).
- Un poema a Vida Socialista.

### Crítica literària
- Monógrafos oratorios, de Mariano Aramburu Machado
- El huerto de Epiceto, d'Antonio Zozaya.

### Cròniques de viatges de caràcter social
- Impresiones de un viaje (1907)
- Catalanas (1909-1910)
- Veraniegas (1911)
- Santanderinas, Aldeanas y Viajeras (1912)
- Alicantinas (1913)
- Viajeras (1913)
- Por tierras gallegas (1916)

### Pròlegs i epílegs de llibres
- Modulaciones, de Manuel Camacho Beneytez (1914)[32]
- ¡Mujeres! Siluetas femeninas, de Juan García Cobacho (1930).[33]

### Traduccions del francès
- Los amores de Gambetta

### Novel·la
- La Casona del Pinar. Novel·la autògrafa, de caràcter autobiogràfic, en què narra la vida de tres generacions de la família Hidalgo de Mendoza.